# Rusty Wailes
Pour les articles homonymes, voir Wailes.
Rusty Wailes, né le 21 mars 1936 et mort le 11 octobre 2002, est un rameur américain. 
Il participe aux Jeux olympiques d'été de 1956 dans l'épreuve du huit et remporte le titre. Il participe également aux Jeux olympiques d'été de 1960 dans l'épreuve du quatre sans barreur et remporte là aussi le titre olympique.

## Palmarès

### Jeux olympiques
- Jeux olympiques de 1956 à Melbourne,  Australie
  -  Médaille d'or (huit).
- Jeux olympiques de 1960 à Rome,  Italie
  -  Médaille d'or (quatre sans barreur).